# Димитър Кашиналията
Димитър (Мито) Арнаурдов Филчев, известен като Кашиналията, е български революционер, серски войвода на Вътрешната македоно-одринска революционна организация.

## Биография
Роден е около 1880 година в Кашина, в Османската империя, днес в България. Димитър Кашиналията е четник при Гоце Делчев през лятото на 1899 година, а в 1902 година е в четата на дядо Илия Кърчовалията. От февруари 1903 година е четник при Димитър Гущанов. След това отново е в четата на Гоце Делчев. Кашиналията взема участие в атентата на моста при река Ангиста и в сражението при село Баница, където умира Гоце Делчев. След битката при Баница, заедно с оцелелите си другари преминава в България. Първоначално се лекува, а после започва работа в пограничните пунктове и канали за Македония в района Кюстендил и Дупница.
По-късно той става войвода на чета. На 7 юни 1903 година съединените чети на войводите Димитър Кашиналията, Атанас Тешовалията, Георги Спанчовалията, Христо Танушев и Стоян Филипов, водят сражение с турски армии при връх Голеш (Демирхисарско). Участва в Илинденско-Преображенското въстание.
В 1905 година е четник във върховистката чета на капитан Юрдан Стоянов и загива на 6 април същата година в засада в местността Белишки андък, край село Кашина, която е устроена от Яне Сандански.